# Stora Sandjärv
Stora Sandjärv är en sjö i kommunen Kristinestad i landskapet Österbotten i Finland. Sjön ligger 50,3 meter över havet. Arean är 82 hektar och strandlinjen är 7,31 kilometer lång. Sjön  ingår i Bottenhavets kustområde.   Den ligger omkring 110 kilometer söder om Vasa och omkring 280 kilometer nordväst om Helsingfors. 